# Fabien de la Drôme
Fabien de la Drôme est un feuilleton télévisé français en 7 épisodes de 55 minutes, créé par Jean Cosmos et Stellio Lorenzi, réalisé par Michel Wyn, et diffusé à partir du 16 décembre 1983 sur Antenne 2.

## Synopsis
Ce feuilleton met en scène les exploits de Fabien, médecin épris de justice, dans la Drôme de la fin du XVIIIe siècle.
1799, Drôme. La France vit une période indécise avec les derniers troubles de la Révolution. La République est divisée. La misère est générale. Les campagnes sont terrorisées par des bandes armées qui se prétendent royalistes. Les villages grondent contre les réquisitions d’hommes et de vivres destinées à l’Armée. Cependant, des fortunes sont nées de cette confusion. Et ceux qui ne sont pas invités au bal commencent à relever la tête. Parmi eux, Fabien de la Drôme…

## Fiche technique
- Réalisation : Michel Wyn
- Scénario : Jean Cosmos, Stellio Lorenzi
- Photographie : Martial Thury
- Décors : Daniel Heitz
- Musique : Raymond Alessandrini
- Montage :
- Production :
- Nombre d'épisodes : 7
- Durée par épisode : 55 min
- Pays :  France
- Diffusion : Antenne 2
- Dates de diffusions : 16, 23, 30 décembre 1983, 6, 13, 20, 27 janvier 1984

## Distribution
- Jean-François Garreaud : Fabien Voiturier
- Bernard Fresson : Joseph Colinart
- Pierre Vernier : Serviat
- Françoise Dorner : Julie, la femme de Colinart
- Gabriel Cattand : Léon Lambon du Moustiers, le citoyen Représentant
- Maurice Chevit : Baptiste Pommard, dit "Trois-Mains", le saltimbanque
- Catherine Ménétrier : Olivia de Rouvilleret
- Maurice Barrier: le Juge Antoine Vassières
- Jean Franval : le Patriarche
- Claude Beauthéac (dit Bertrand Beauthéac) : Cruzol, le forgeron
- Jacques Rispal : Pinchebelle
- Roger Souza : Méjean l’ainé
- Béatrice Avoine : Palmyre Gracioso
- Stéphane Aznar : Éric, le garçon
- Alexia Carr : doublure équestre de Stéphane Aznar (non créditée)
- Alain Beigel : Pierrou
- Georges Bonnaud : Gédéon
- Jean Cherlian : le Borgnat
- André Dupon : Cessou
- Yves Favier : Sallabert
- Jean-Renaud Garcia : Charité
- Bernard Granger : Rouget
- Michel Grisoni : Borny
- Fulbert Janin : Courloiseau
- Sylvain Levignac : Mandrinet
- Sabrina Luciani : Ruth
- Serge Marquand : Mouléos, un bandit
- Patrick Massieu : Grand-Alain
- Michel Melki : Seignolles
- Paul Minthe : Elie
- Charles Moulin : Roucan
- Christophe Nollier : Jeune-Alain
- Francine Olivier : Marinette
- Didier Pain : Olargues, un Gendarme
- Olivier Proust : le Baou
- Cécile Ricard : la Roucan
- Claude Robin : Vigouroux
- Liliane Sorval : Rose Vigouroux
- Maurice Travail : Dupeyrat
- Joël Venon : Landre

## Épisodes
| Titre     | Diffusion  |
| --------- | ---------- |
| Épisode 1 | 16/12/1983 |
| Épisode 2 | 23/12/1983 |
| Épisode 3 | 30/12/1983 |
| Épisode 4 | 06/01/1984 |
| Épisode 5 | 13/01/1984 |
| Épisode 6 | 20/01/1984 |
| Épisode 7 | 27/01/1984 |

## Autour du film
Réalisé par Michel Wyn (La Demoiselle d'Avignon, Félicien Grevèche, La Valise en carton). 
Écrit par les auteurs de Jacquou le Croquant et Ardéchois cœur fidèle.
La musique a été composée par Raymond Alessandrini.
Mario Luraschi  s'est occupé de tout ce qui concernait les chevaux (y compris les cascades) et a même fait de la figuration dans la série.
Lieux de tournage : Saint-May (26), Valréas (84), Nyons (26), Saou (26), Rémuzat (26). Le village visible lors du générique est Saint-May (26).
Feuilleton est plébiscité lors de sa première diffusion sur Antenne 2 avec 44 % d’audience.
La série est disponible en DVD chez Koba Films (série Mémoires de la télévision) sortie le 4/06/2008 (2 DVD).